# Torneo Sub-17 de la Concacaf de 1991
El Torneo Sub-17 de la Concacaf de 1991 se jugó del 24 de marzo al 4 de abril en Trinidad y Tobago y contó con la participación de 12 selecciones infantiles de Norteamérica, Centroamérica y el Caribe.
México fue el campeón del torneo tras ser quien sumó más puntos en la fase final.

## Primera ronda

### Grupo 1
| País      | J | G | E | P | GF | GC | PTS |
| --------- | - | - | - | - | -- | -- | --- |
| México    | 3 | 1 | 2 | 0 | 4  | 1  | 4   |
| Jamaica   | 3 | 1 | 2 | 0 | 3  | 1  | 4   |
| Honduras  | 3 | 0 | 3 | 0 | 1  | 1  | 3   |
| Guatemala | 3 | 0 | 1 | 2 | 1  | 6  | 1   |

| Equipo 1  | Resultado | Equipo 2  |
| --------- | --------- | --------- |
| Honduras  | 0-0       | Guatemala |
| México    | 0-0       | Jamaica   |
| Honduras  | 1-1       | México    |
| Jamaica   | 3-1       | Guatemala |
| Guatemala | 0-3       | México    |
| Jamaica   | 0-0       | Honduras  |

### Grupo 2
| País           | J | G | E | P | GF | GC | PTS |
| -------------- | - | - | - | - | -- | -- | --- |
| Estados Unidos | 3 | 2 | 1 | 0 | 12 | 1  | 5   |
| Cuba           | 3 | 2 | 1 | 0 | 8  | 1  | 5   |
| El Salvador    | 3 | 1 | 0 | 2 | 2  | 8  | 2   |
| Puerto Rico    | 3 | 0 | 0 | 3 | 0  | 12 | 0   |

| Equipo 1       | Resultado | Equipo 2       |
| -------------- | --------- | -------------- |
| Cuba           | 4-0       | Puerto Rico    |
| Estados Unidos | 5-0       | El Salvador    |
| El Salvador    | 0-3       | Cuba           |
| Puerto Rico    | 0-6       | Estados Unidos |
| El Salvador    | 2-0       | Puerto Rico    |
| Estados Unidos | 1-1       | Cuba           |

### Grupo 3
| País                  | J | G | E | P | GF | GC | PTS |
| --------------------- | - | - | - | - | -- | -- | --- |
| Trinidad y Tobago     | 3 | 3 | 0 | 0 | 9  | 2  | 6   |
| Canadá                | 3 | 1 | 1 | 1 | 1  | 1  | 3   |
| Panamá                | 3 | 1 | 0 | 2 | 4  | 7  | 2   |
| Antillas Neerlandesas | 3 | 0 | 1 | 2 | 1  | 5  | 1   |

| Equipo 1              | Resultado | Equipo 2              |
| --------------------- | --------- | --------------------- |
| Canadá                | 1-0       | Panamá                |
| Trinidad y Tobago     | 3-0       | Antillas Neerlandesas |
| Antillas Neerlandesas | 0-0       | Canadá                |
| Panamá                | 2-5       | Trinidad y Tobago     |
| Antillas Neerlandesas | 1-2       | Panamá                |
| Trinidad y Tobago     | 1-0       | Canadá                |

## Fase final
| País              | J | G | E | P | GF | GC | PTS |
| ----------------- | - | - | - | - | -- | -- | --- |
| México            | 3 | 2 | 1 | 0 | 4  | 1  | 5   |
| Estados Unidos    | 3 | 1 | 2 | 0 | 3  | 2  | 4   |
| Cuba              | 3 | 1 | 0 | 2 | 1  | 2  | 2   |
| Trinidad y Tobago | 3 | 0 | 1 | 2 | 1  | 4  | 1   |

| Equipo 1          | Resultado | Equipo 2          |
| ----------------- | --------- | ----------------- |
| Cuba              | 0-1       | México            |
| Estados Unidos    | 1-1       | Trinidad y Tobago |
| Cuba              | 0-1       | Estados Unidos    |
| Trinidad y Tobago | 0-2       | México            |
| México            | 1-1       | Estados Unidos    |
| Trinidad y Tobago | 0-1       | Cuba              |

## Campeón
| Torneo Sub-17 de la Concacaf 1991 |
| --------------------------------- |
| Bandera de México                 |
| México 3º Título                  |

## Clasificados al Mundial Sub-17
| - Cuba | - Estados Unidos | - México |